# Vazokonstrikce
Vazokonstrikce (z latinského vas — céva, constringere – utahovat), neboli stažení cév, je proces, při kterém dochází k zúžení cév, zejména tepen a žil. Jedná se o opačnou situaci, než je rozšíření cév (vazodilatace).
Tento proces reguluje odpor oběhového systému. Lokálně je důležitý při krvácení, kdy zúžení cév omezí proud krve, celkově je jedním z mechanismů pro řízení středního arteriálního tlaku.
Léčiva, které mohou uměle vyvolat zúžení cév, jsou například antihistaminika, dekongestanty a stimulanty používané při léčbě hyperkinetických poruch.